# San Matías
San Matías é uma cidade hondurenha do departamento de El Paraíso. A cidade tem uma área de 116 km² e uma população de 5.178 (2015)